# ۱۷ مه
۱۷ مه در تقویم گرگوری، صد و سی و هفتمین (در سال‌های کبیسه صد و سی و هشتمین) روز سال است. ۲۲۸ روز تا پایان سال باقی است.

## رویدادها
- ۱۶۳۹ - سالروز امضای پیمان‌نامه قصرشیرین میان ایران و عثمانی.
- ۱۸۰۵ - محمد علی پاشا که او را مؤسس مصر جدید می‌دانند از طرف امپراتوری عثمانی والی این منطقه شد.
- ۱۸۶۵ - به دستور ناپلئون بناپارت پادشاه فرانسه ایالت پاپی ضمیمه این کشور شد.
- ۱۸۱۴ - موناکو از حاکمیت فرانسه به اشغال اتریش درآمد.
- ۱۸۶۵ - اتحادیه بین‌المللی تلگراف که بعدها به اتحادیه بین‌المللی مخابرات تغییر نام داد تشکیل شد.
- ۱۹۴۰ - قوای آلمان نازی بروکسل پایتخت بلژیک را در طی جنگ دوم جهانی اشغال کردند.
- ۱۹۶۷ - در پی آغاز جنگ شش روزه بین کشورهای عربی و اسرائیل، جمال عبدالناصر رئیس‌جمهور مصر خواهان انحلال قوای حافظ صلح سازمان ملل در این کشور شد.
- ۱۹۸۳ - در پی توافقات حاصله بین لبنان، ایالات متحده و اسرائیل، قرار بر عقبنشینی قوای اسرائیلی از لبنان شد.
- ۱۹۹۰ - سازمان بهداشت جهانی همجنسگرایی را از بیماری‌های روانپزشکی خارج کرد.
- ۱۹۹۴ - اولین انتخابات چند حزبی در مالاوی برگزار شد.
- ۱۹۹۷ - با تصرف کینشانسا پایتخت زئیر توسط شورشیان به رهبری لوران کابیلا رئیس‌جمهور سابق این کشور و سقوط رژیم موبوتو سسه سکو نام این کشور دوباره به جمهوری دموکراتیک کنگو تغییر یافت.
- ۲۰۰۴ - اولین ازدواج همجنسگرایانه در ایالات متحده در ایالت ماساچوست انجام شد.

## مناسبت‌ها
- روز جهانی ارتباطات

## زادروزها
- ۱۹۶۰ - شریف سی، سیاستمدار و روزنامه‌نگار بورکینایی.

## درگذشتگان
- ۲۰۰۷ - لوید الکساندر، نویسنده
- ۲۰۲۲ - ونجلیس، آهنگساز